# Grecia en los Juegos Olímpicos de Río de Janeiro 2016
Grecia estuvo representada en los Juegos Olímpicos de Río de Janeiro 2016 por un total de 95 deportistas que compitieron en 15 deportes. Responsable del equipo olímpico es el Comité Olímpico Helénico, así como las federaciones deportivas nacionales de cada deporte con participación.
La portadora de la bandera en la ceremonia de apertura fue la regatista Sofia Bekatorou.

## Medallistas
El equipo olímpico de Grecia obtuvo las siguientes medallas:
| Nombre                          | Deporte            | Competición         |
| ------------------------------- | ------------------ | ------------------- |
| Oro                             |                    |                     |
| Ekaterini Stefanidi             | Atletismo          | Salto con pértiga F |
| Eleftherios Petrunias           | Gimnasia artística | Anillas M           |
| Anna Korakaki                   | Tiro               | Pistola 25 m F      |
| Plata                           |                    |                     |
| Spyridon Yanniotis              | Natación           | 10 km M             |
| Bronce                          |                    |                     |
| Anna Korakaki                   | Tiro               | Pistola 10 m F      |
| Panayotis Mantis Pavlos Kayalís | Vela               | 470 M               |